# Lindale (Nouvelle-Zélande)
Pour les articles homonymes, voir Lindale.
Lindale est une localité de Nouvelle-Zélande située dans le sud de l’île du Nord, juste au nord du centre de la ville de Paraparaumu dans le  district de Kapiti Coast.

## Situation
Elle constituait initialement juste un centre touristique et agricole, mais la ville a gagné une réputation pour sa production de fromage et plus récemment l’existence de la «Lindale Farm»  et elle a depuis acquis un véritable campus universitaire et un centre de convention.

## Accès
La State Highway 1/S H 1 et la ligne de chemin de fer de la ligne principale de l’île du nord (en) traversent toutes les deux Lindale. La ligne de chemin de fer était initialement la propriété de la compagnie de chemin de fer de Wellington et Manawatu (en), jusqu’à ce que la construction de la ligne fut achevée.
Les deux extrémités de la ligne venant des villes de Wellington via Longburn et de Palmerston North) se rencontrèrent près de Lindale au niveau de la ville de Otaihanga en 1886.
Il y a eu des propositions pour étendre le service de trains de banlieue (commuter), qui fonctionne avec le réseau de trains de banlieue de Wellington (Tranz Metro) à partir d’une nouvelle station située à Lindale, financée par le Conseil régional de Wellington (en).